# Nickel-Oxyhydroxid-Batterie

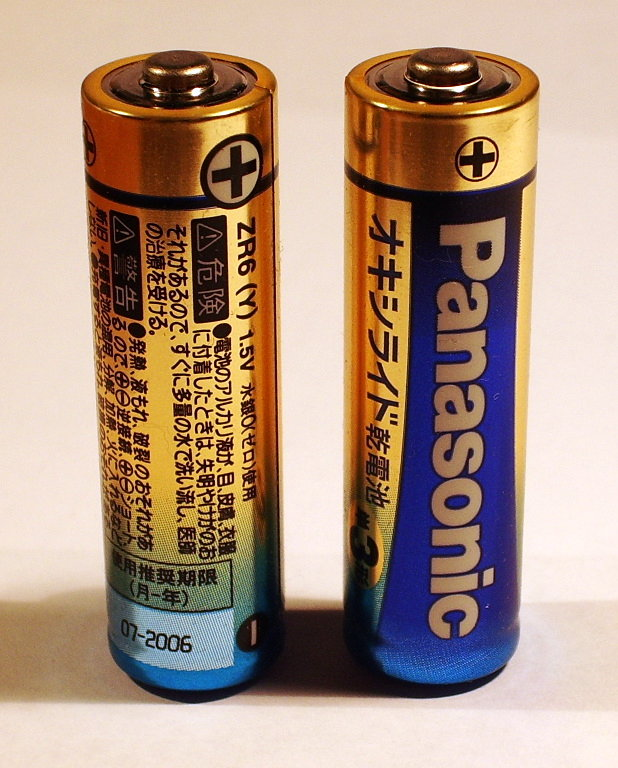
Oxy-Nickel-Hydroxid-Primärzelle in der Baugröße AA

Die Nickel-Oxyhydroxid-Batterie (NiOx-Batterie) ist eine zu den Primärelementen zählende galvanische Zelle, das heißt eine nicht wiederaufladbare Batterie. Sie wurde im April 2004 erstmals vom Hersteller Panasonic unter dem Namen OxyRide der Öffentlichkeit vorgestellt. Inzwischen werden auch von anderen Herstellern entsprechende Batterien angeboten.
Der Vorteil der Nickel-Oxyhydroxid-Batterie gegenüber z. B. einer Alkali-Mangan-Batterie oder einer Zink-Kohle-Batterie liegt in der typisch gleichmäßigeren Leistungsabgabe über die gesamte, auch deutlich längere Nutzungsdauer, die etwa 1,5- bis 2-mal so hoch ist wie die einer Alkali-Mangan-Batterie. Ein weiterer Vorteil ist ihre Fähigkeit Spitzenströme bereitzustellen, wodurch sie auch für leistungsstärkere Verbraucher wie kleine Elektromotoren geeignet ist.
Neu entwickelt wurde das Material für die Kathode, das Nickel-Oxyhydroxid. Ein „Tablet Mix Control System“ kontrolliert und optimiert zudem die Anteile der Materialien Nickel-Oxyhydroxid, Mangandioxid und Graphit für die gesamte Zelle. Darüber hinaus sorgt eine neue Vakuumgießtechnik dafür, dass eine größere Menge Elektrolyt von der Batterie aufgenommen werden kann.
Ein Nachteil besteht in ihrer Zellspannung von 1,7 V, anstatt 1,5 V wie bei einer Alkali-Mangan-Batterie, was dazu führt, dass einige Geräte, die keine Spannungsregelung durchführen, dadurch beschädigt werden können. Handelsübliche Zellen sind die Bauformen Mignon (AA) und Micro (AAA).